# Kavnik
Kávnik je posoda za strežbo kave. Aparat za kuhanje kave se običajno imenuje z drugimi izrazi, ki so odvisni tudi od vrste priprave kave, ki je običajno lahko ekspresna, infuzijska ali filtrirana. Kafetjera je na primer tridelna priprava za kuhanje ekspresne kave.

## Izvor
Pred izumom kavnega aparata konec 19. stoletja so kavo običajno kuhali in postregli v vrčih oziroma kavnikih. Kavniki so običajno izdelani iz porcelana, keramike, kovine ali stekla. Prvotno so bili znatno manjši od čajnikov. Grelniki za kavo – tekstilni pokrovčki za kavo, ki se namestijo na kavni vrč oziroma kavnik – so izboljšali izolacijo.